# Golf van Exmouth
De Golf van Exmouth is een golf in de regio Gascoyne in West-Australië.

## Geschiedenis
De Thalanyji Aborigines leefden reeds rond de golf toen op 24 juni 1618 Haevik Claeszoon von Hillegom en Pieter Dirkszoon als eerste Europeanen de landtong die vandaag bekend staat als Noordwestkaap vanop het schip Zeewolf aanschouwden. Kapitein Willem Jansz van het schip Mauritius ging er op 31 juli 1618 aan land. De bekende Nederlandse ontdekkingsreizigers Dirck Hartog, Willem de Vlamingh, Abel Tasman en François Pelsaert voeren allen langs de West-Australische kust. Abel Tasman bracht deze in 1644 in kaart. In 1818 verkende Phillip Parker King de golf en vernoemde deze naar Edward Pellew, de eerste burggraaf van Exmouth. In de 19e eeuw werd de golf van Exmouth vooral aangedaan door parelduikers uit Broome. In 1912 werd de Vlamingh Head-vuurtoren gebouwd op Noordwestkaap.
Tijdens de Tweede Wereldoorlog installeerde de US Navy een onderzeebootbasis in de golf en legden een startbaan aan. In mei 1943 werd de golf van Exmouth door twee of drie Japanse bommenwerpers gebombardeerd. De idee van een onderhoudsbasis werd door de bombardementen verlaten maar men bleef er wel onderzeeërs bevoorraden. Nog in 1943 werd een raid op de haven van Singapore ondernomen vanuit de basis door veertien leden van de "Z-Force". Vijftigduizend ton Japanse schepen en onderzeeërs werden vernield. In 1944 werd een "High Frequency Direction Finding" (HFDF) station opgericht nabij de vuurtoren. In 1945 werden de meeste militaire installaties door een orkaan vernietigd. Het HFDF-station werd volledig vernietigd.
In mei 1963 kwamen de Australische en Amerikaanse overheden overeen de Harold E. Holt US Naval Communication Station op Noordwestkaap op te richten. Het plaatsje Exmouth werd gesticht om het militaire personeel te huisvesten. De Vlamingh Head-vuurtoren werd in april 1967 uit gebruik genomen en in 1976 geclassificeerd als erfgoed door de National Trust. In 1972 werd het Amerikaanse communicatiestation een gezamenlijke Amerikaans-Australische faciliteit. De orkaan Vance raasde in 1999 over de golf. Het plaatsje Exmouth en het communicatiestation raakten serieus beschadigd. In 2002 trok de US Navy zich terug uit het project.

## Bedreigde kraamkliniek
De golf van Exmouth wordt ook wel de kraamkliniek van de Ningaloo-kust genoemd. De mangroven zorgen voor voedsel, bescherming tegen slecht weer en een stabiele waterkwaliteit. Vioolroggen worden diep in de mangroven aangetroffen. Grote tonijnen, makrelen en zeilvissen komen dichter bij de kust dan waar ook ter wereld. Blauwe lipvissen, snappers en de Indische koningsmakreel worden in de golf gevangen. Vele migrerende vissen doen de golf van Exmouth aan, al dan niet om te jongen. Negentien soorten haaien leven aan de Ningaloo-kust en in de golf van Exmouth. Tussen maart en juni verzamelen er walvishaaien. Van juni tot juli verschijnen de bultruggen op weg naar het noorden om te jongen. Van september tot november zwemmen ze weer langs op weg naar het zuiden. Wanneer de bultruggen verdwenen zijn verschijnen er orka's met hun jongen in de golf. Ook dolfijnen leven in de golf. Tussen december en februari doen soepschildpadden, onechte karetschildpadden, karetschildpadden en platrugzeeschildpadden de golf aan op zoek naar nestplaatsen. De zeeslangen Aipysurus laevis en de bedreigde Aipysurus apraefrontalis komen in de golf voor. Kleine requiemhaaien en een aantal vinvissen bezoeken de golf ook.
De fauna en flora in de golf van Exmouth wordt bedreigd door plannen voor de industrialisatie van de golf. Een zoutfabriek, plannen voor een diepzeehaven en een pijpleidingenfabriek voor de olie- en gasindustrie bedreigen de kraamkliniek van een van de laatste onaangetaste riffen van de wereld. Het lawaai van grote schepen zou volgens een studie het opgroeien van de bultruggen verstoren.